# Paul Zebitz Nielsen
Paul Zebitz Nielsen (født 24. december 1935, død 21. maj 2015) var en dansk journalist og sognepræst, der som journalist på DR var med til at grundlægge TV Avisen i 1965. Siden fik han en teologisk uddannelse og var fra 1979 og til sin død præst i den danske folkekirke.
Zebitz Nielsen var oprindeligt uddannet journalist fra Helsingør Dagblad, hvorfra han kom til Ritzaus Bureau, inden han kom til Danmarks Radio. Her var han tilknyttet TV Avisen frem til 1979, hvor han skiftede spor og blev præsteviet i Odense Domkirke. Han fik embede ved forskellige kirker samt på Hansted Hospital ved Horsens. Han skrev sideløbende, især efter hustruen, Liz Zebitz Kloborgs, død i 1996, artikler og bøger og var politisk aktiv hos Socialdemokraterne.